# Coinco
Coinco is een gemeente in de Chileense provincie Cachapoal in de regio Libertador General Bernardo O'Higgins. Coinco telde 7.359 inwoners in 2017 en heeft een oppervlakte van 98 km².

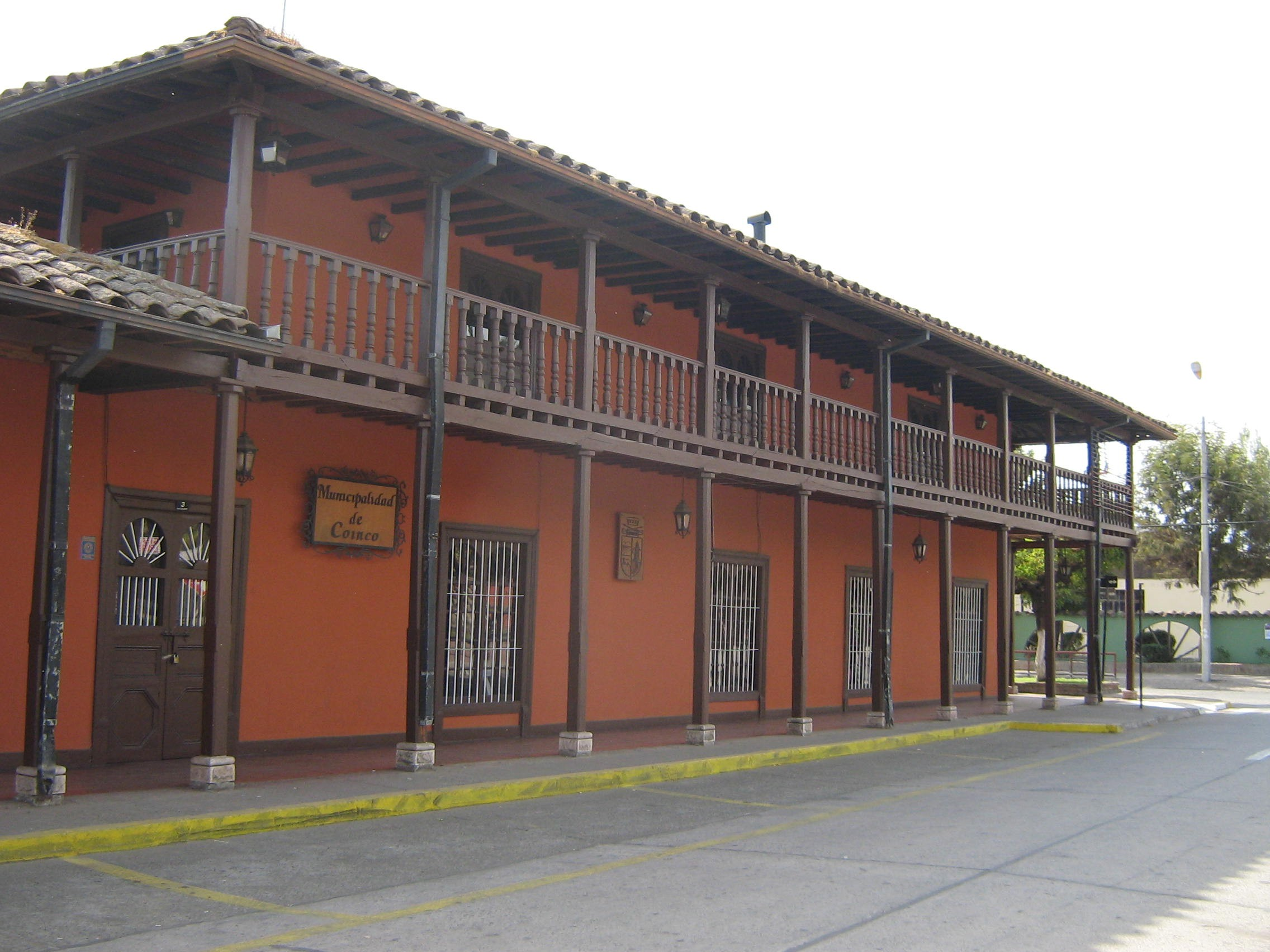